# 麦盖提县园艺场
麦盖提县园艺场，是中华人民共和国新疆维吾尔自治区喀什地区麦盖提县下辖的一个乡镇级行政单位。

## 行政区划
麦盖提县园艺场下辖以下地区：
虚拟园艺场。